# Giannīs Dragasakīs
Giannīs Dragasakīs (IPA: [ˈʝanis ðraɣaˈsacis]) (in greco: Γιάννης Δραγασάκης; Lasithi, 1º gennaio 1947) è un politico greco, dal 2015 al 2019 Vice Primo ministro della Grecia nei governi Tsipras I e II e ministro dell'economia dal 2018 al 2019.